# Pachytrachis gracilis
Pachytrachis gracilis är en insektsart som först beskrevs av Brunner von Wattenwyl 1861.  Pachytrachis gracilis ingår i släktet Pachytrachis och familjen vårtbitare. Inga underarter finns listade i Catalogue of Life.